# Jarábik Imre
Jarábik Imre (Budapest, 1942. március 16. – Dunaszerdahely, 2019. február 5.) szlovákiai magyar karnagy, népművelő.

## Élete
2 és fél éves korában, 1944-ben a budapesti ostrom elől családja visszatért az akkor Magyarországhoz tartozó Nagymegyerre. A Pozsonyi Pedagógiai Szakközépiskolában érettségizett. 1967 és 1973 között a komáromi Egyetértés Munkásdalárda karnagya volt. 1968-tól a dunaszerdahelyi Járási Népművelési Központ művészeti osztályának vezetője. 1987 és 2002 között a dunaszerdahelyi Városi Művelődési Központ igazgatója.
Dunaszerdahelyen megalapította a város énekkarát. Továbbá Csilizradványon, Komáromban, Nagymegyeren, Csallóközaranyoson, Pozsonyeperjesen és Alistálban is vezetett énekkart. A Csehszlovákiai Magyar Tanítók Központi Énekkarának alapító tagja volt.

## Díjai, kitüntetései
- a Szlovák Köztársaság Kormányának ezüstplakettje (2006)